# Verbascum asiricum
Verbascum asiricum är en flenörtsväxtart som beskrevs av Hemaid. Verbascum asiricum ingår i släktet kungsljus, och familjen flenörtsväxter. Inga underarter finns listade i Catalogue of Life.